# 魔女屋中之夢
《魔女屋中之夢》（英語：The Dreams in the Witch House）是美国作家H·P·洛夫克拉夫特在1932年1月或2月寫就的一部克蘇魯神話系列短篇恐怖小說，首次发表于1933年7月的《詭麗幻譚》。

## 故事情节
沃尔特·吉尔曼是密斯卡托尼克大学数学和民俗学专业的学生，他在马萨诸塞州阿卡姆市的据说被诅咒的“女巫之家”租了一间阁楼。老凯夏·梅森，一个被指控的女巫，1692年从塞勒姆监狱神秘失踪，她曾经住在这。吉尔曼发现，两个世纪以来，阁楼上的许多住户都死得过早。他的阁楼房间的尺寸不合常理，似乎符合一种超自然的几何形状。吉尔曼的理论显示，通过这种结构可以穿越多维空间。
吉尔曼开始体验到奇异的梦境，在梦中，他没有实体，在一个由超凡图形和难以形容的声色组成的异世界空间中漂浮着。在这些有机或无机的元素中，他能感知到一些天生就能辨认的形状，无形或有形，千变万化。有好几次，他遇到了一簇奇异的彩虹泡泡聚集体以及一个千变万化的小多面体，两者都有意识。吉尔曼也遇到过老凯夏和她的使魔——人面鼠身的布朗·詹金，但他认为这不是梦。吉尔曼还去过古老者的城市，甚至带回来了证据——一尊古老者的微型雕像，他是从城市内栏杆上折下来的。这尊雕像是用完全无法鉴定的合金制成的。
吉尔曼的梦越来越怪，他梦见凯夏，布朗·詹金和臭名昭著的“膚色黝黑的男人”命令自己签下“阿撒托斯之书”。后来这群人将他带到阿萨托斯在“混沌中心”的王座，逼迫他协助绑架婴孩。他醒来后，发现脚上沾满了泥土。城市的报纸刊登了绑架的新闻。在沃普尔吉斯之夜，吉尔曼梦见处在一个可怕的仪式，老凯夏和布朗·詹金正准备献祭婴孩。他勒死了老凯夏，但布朗·詹金还是咬死了婴儿，逃进了深坑里。当他努力醒来的时候，吉尔曼听到了疯狂的声音，以至于失聪。他向同伴弗兰克·埃尔伍德坦白了自己的恐怖经历。第二天晚上，埃尔伍德亲眼目睹布朗·詹金把吉尔曼咬死了，吃掉了他的心脏。
房东很快就放弃了房子，房客也全部搬走了。卫生署的工作人员记录了房屋的恶臭。 后来，一场大风掀翻了屋顶。几年后，建筑准备夷为平地，现场工人找到了凯夏的骨骼和她关于黑魔法的书。在墙壁中发现一个暗室，里面堆满了儿童的骨头。工人还找到了一把献祭刀和一个神秘的金属碗，以及一尊古老者的微型雕像。这些物品被送到密斯卡托尼克大学的博物馆，继续供学者们研究。不久，在阁楼的地板底下发现了一具畸形巨大的老鼠骨架，但它的许多特征更像是猴子或人类而非老鼠；这让学术界大惑不解，也让拆迁工人们大为不安，以至于在附近的教堂点燃了感恩蜡烛，庆祝这个生物的灭亡。

## 评价
故事受到了普遍负面批评，批评家认为有些情节太过模糊，有些则太过直白。洛夫克拉夫特的好友奥古斯特·德雷斯称其“不是不能卖，相反可能会畅销，但故事确实贫薄”。受此打击，洛夫克拉夫特没有投稿。但德雷斯最终偷偷投稿到《诡丽幻谭》，而后者确实接受了这个故事。 
最近也出现了对《魔女屋中之夢》的好评，《诡丽幻谭》的现任洛夫克拉夫特专栏作家肯尼斯·海特称其是“洛式宇宙主义最纯粹、最重要的例子之一”。